# Erschallet, ihr Lieder, erklinget, ihr Saiten!
Erschallet, ihr Lieder, erklinget, ihr Saiten! (in tedesco, "Risuonate, canti, suonate, corde!") BWV 172 è una cantata di Johann Sebastian Bach.

## Storia
A Weimar Bach era organista di corte presso il principe Giovanni Ernesto III di Sassonia-Weimar. Il 2 marzo 1714 ricevette la promozione a Konzertmeister, incarico che comprendeva la composizione mensile di una cantata per la chiesa del castello. Il testo di Erschallet, ihr Lieder, erklinget, ihr Saiten! è attribuito a Salomon Franck. La cantata venne eseguita per la prima volta il 20 maggio 1714 e fu eseguita nuovamente a Lipsia nel 1724 con una strumentazione leggermente diversa e la musica trasposta da do maggiore a re maggiore. Bach rivedette la cantata nel 1731, rimettendola in do maggiore. Esiste, in una versione ancora successiva, una parte per organo obbligato in sostituzione di oboe e violoncello nel quinto movimento. Sembra che Bach amasse particolarmente questa cantata.

## Struttura
La cantata è composta per soprano solista, contralto solista, tenore solista, basso solista, coro, tromba I, II, e III, timpani, violino I e II, viola I e II, violoncello, oboe, fagotto e basso continuo. Il testo dei movimenti 1, 3 e 5 è attribuito a Salomon Franck. Le parole del recitativo derivano dal Vangelo secondo Giovanni. Il quinto movimento è un duetto fra l'anima (il soprano) e lo spirito (il contralto), con una citazione musicale tratta dal corale Komm, Heiliger Geist, Herre Gott di Martin Lutero. Il corale conclusivo è basato sul quarto verso della Wie schön leuchtet der Morgenstern di Philipp Nicolai.
1. Coro: Erschallet, ihr Lieder, erklinget, ihr Saiten.
2. Recitativo (basso): Wer mich liebet, der wird mein Wort halten.
3. Aria (basso, trombe e timpani): Heiligste Dreieinigkeit.
4. Aria (tenore ed archi): O Seelenparadies.
5. Aria (soprano, contralto, oboe e violoncello): Komm, laß mich nicht länger warten.
6. Corale: Von Gott kömmt mir ein Freudenschein.

Eventualmente è possibile eseguire un movimento opzionale: la ripetizione da capo del primo movimento.
1. Il primo movimento è un concerto festoso, la cui musica è forse basata su un perduto canto popolare chiamato Glückwunschkantate. Un'opera di Franck contenente la cantata Erschallet nun wieder, glückwünschende Lieder potrebbe essere servita a Bach come modello. La prima parte è aperta dalle trombe, in alternanza con gli archi. Le voci entrano in omofonia ripetendo il motivo presentato dalle trombe, cui fanno eco nuovamente le trombe imitando le linee degli archi. Nella parte centrale è proposta l'idea che Dio prepara le anime ad entrare nel suo tempio, a partire dalla voce più grave fino alla più acuta in sequenza.
2. Il recitativo si riferisce alla lettura del vangelo del giorno.
3. L'aria sulla Trinità è accompagnata da un coro di tre trombe e basso continuo, combinazione abbastanza rara.
4. In contrasto, l'aria per tenore O Seelenparadies presenta una fitta scrittura per gli archi.
5. Il quinto movimento è una complessa struttura per soprano, contralto, oboe e violoncello.
6. Il corale finale è composto da un coro a quattro voci. Nella prima esecuzione del 1724 venne ripetuto il primo movimento, indicato da Bach come chorus repetatur ab initio.